# T85/86次列车
T85/86次列车是中国铁路曾在2000年至2004年运行于首都北京至江苏苏州之间的特快旅客列车所使用的车次，由北京铁路局北京客运段京苏车队负责客运任务，是苏州首趟始发进京列车。列车的前身为409/410次列车，1998年10月1日中国铁路第二次大提速后车次改为K83/84次，运行时间由17小时10分钟缩短到14小时34分，并改用双层25K型车底，北京至苏州实现夕发朝至。2000年10月，中國鐵路实施第三次大提速，重新分类和调整了列车的等级和车次，K83/84次列车升级为特快列车，使用25K型客车车体，沿京沪铁路运行，全程1379公里，途经北京、天津、河北、山东和江苏五省市。其中北京站至苏州站下行使用车次为T85次；苏州站至北京站上行使用车次为T86次。2004年4月18日，中国铁路实施第五次大面积提速，T85/86次列车再度升级为直达特快列车，车次改为Z85/86次，使用25T型客车车体，运行时间比原来缩短2小时32分，原车次得以留空。